# Shanhu, Fujian
Shanhu är en socken i sydöstra Kina. Den ligger i Shanghang härad i staden Longyan i provinsen Fujian, omkring 310 kilometer väster om provinshuvudstaden Fuzhou. Antalet invånare är 4 224. Befolkningen består av 2 125 kvinnor och 2 099 män. Barn under 15 år utgör 19,0 %, vuxna 15-64 år 64 %, och äldre över 65 år 16,0 %.